# Siège de Montépilloy
Guerre de Cent Ans

Guerre civile entre Armagnacs et Bourguignons
Batailles
Le siège de Montépilloy de 1420 est une opération militaire menée au début de l’année 1420 par les forces anglo-bourguignonnes, dirigées par Mauroy de Saint-Léger, contre le château de Montépilloy en Valois, dans le cadre de la guerre de Cent Ans et de la guerre civile entre Armagnacs et Bourguignons. Défendu par Robert d'Esnes, soutenu par Guillaume de Gamaches, Nicolas de Bosquiaux, et Guy IV de Clermont-Nesle, le château résiste et les Français infligent une défaite sanglante aux assiégeants, maintenant le contrôle dauphiniste sur la place.

## Contexte
En 1420, la guerre de Cent Ans est marquée par l’alliance entre les Anglais et les Bourguignons, scellée par le traité de Troyes (1420), qui désigne Henri V d’Angleterre comme régent et héritier du trône de France au détriment du dauphin Charles VII. Les Armagnacs, fidèles au dauphin, résistent dans des places fortes comme Compiègne, Pierrefonds, et Montépilloy. Le château de Montépilloy, situé en Valois, est une position stratégique défendue par Robert d'Esnes, bailli de Senlis et ancien gouverneur de Coucy (1411), nommé par Charles VI.
Senlis, sous pression du vicomte de Breteuil et de Jean de Trocy, reste fidèle au dauphin après une assemblée réunissant de nombreux bourgeois et membres du clergé, qui décide de défendre la ville et de faire la guerre aux ennemis du roi. Cependant, Mauroy de Saint-Léger, capitaine de Creil reconnu par Charles VI et les Anglais, impose un blocus économique, empêchant l’approvisionnement de Senlis et exigeant des taxes sur le vin du Beauvoisis. Les Anglais, déjà maîtres de Pontoise et de la Normandie, s’établissent à Beaumont-sur-Oise, cédé par les Bourguignons, et unissent leurs forces à la garnison de Creil pour ravager le Valois, domaine du duc d’Orléans, prisonnier depuis Azincourt (1415).

## Déroulement

### Arrivée des Anglo-Bourguignons
Au début de 1420, Mauroy de Saint-Léger, commandant à Creil, renforce sa garnison avec 300 Anglais des forteresses normandes (Gournay, Neufchâtel, Enencourt) et réunit environ 500 combattants. Il lance une expédition dans la Brie et le Valois, ravageant les terres du duc d’Orléans. À son retour, il assiège le château de Montépilloy, défendu par Robert d'Esnes. Louis de Pacy, seigneur de Nanteuil, accompagne les Anglo-Bourguignons après les avoir accueillis dans son château lors de leur incursion en Brie.

### Résistance
Robert d'Esnes, retranché à Montépilloy, résiste aux assiégeants, permettant à Guillaume de Gamaches, gouverneur de Compiègne, de préparer une contre-attaque. Nicolas de Bosquiaux, gouverneur de Pierrefonds, informe Gamaches des mouvements ennemis et propose de se rendre à Montépilloy avec des troupes. Guy IV de Clermont-Nesle, seigneur d’Offémont, rejoint également les forces dauphinistes. Gamaches, commandant en chef, choisit un poste stratégique pour tendre une embuscade aux Anglo-Bourguignons.

### Défaite anglo-bourguignonne
Les Français, bien que moins nombreux, attaquent vigoureusement les assiégeants près de Montépilloy. Grâce à la tactique de Gamaches et au soutien de Bosquiaux, d’Esnes, et de Nesle, ils infligent une défaite sanglante aux Anglo-Bourguignons, tuant 60 hommes et capturant de nombreux prisonniers, dont Louis de Pacy. Les survivants fuient vers Creil. Les Français reprennent le butin pillé en Brie et Valois.

## Conséquences
La victoire de Montépilloy renforce temporairement le contrôle dauphiniste sur le Valois, affaiblissant les Anglo-Bourguignons dans la région. Louis de Pacy, capturé, est emprisonné à Orléans pendant cinq ans. Cependant, Montépilloy tombe en 1422 sous le contrôle de la garnison anglaise de Creil, dirigée par Charles de Soyécourt. Le siège illustre la résilience des forces dauphinistes face à l’alliance anglo-bourguignonne et la capacité de chefs comme Guillaume de Gamaches à organiser une défense efficace malgré des ressources limitées.